# Ptychadena broadleyi
Espèce
Statut de conservation UICN

 NT  : Quasi menacé
Ptychadena broadleyi est une espèce d'amphibiens de la famille des Ptychadenidae.

## Répartition
Cette espèce est endémique du Sud du Malawi. Elle se rencontre au-dessus de 1 000 m d'altitude dans le massif Mulanje et le plateau de Zomba,.

## Étymologie
Cette espèce est nommée en l'honneur de Donald George Broadley.

## Publication originale
- Stevens, 1972 : A new species of Ptychadena (Amphibia: Ranidae) from southern Malawi. Arnoldia Rhodesia, vol. 5, p. 1-14.